# Ultra Warrior
Ultra Warrior is een Amerikaanse sf-actiefilm uit 1990 onder regie van Augusto Tamayo San Román en Kevin Tent.

## Verhaal
Na een nucleaire Holocaust is de mensheid bijna uitgeroeid. Een charismatisch leider wil de overgeblevenen weer bij elkaar brengen. Inmiddels is er een nieuw ras ontstaan en vechten de overlevenden een strijd uit tegen de handlangers van The Bishop.

## Rolverdeling
| Acteur                   | Personage                 |
| ------------------------ | ------------------------- |
| Dack Rambo               | Kenner                    |
| Clare Beresford          | Grace                     |
| Meshach Taylor           | Elijah                    |
| Carlos Cano de la Fuente | Soldaat (als Carlos Cano) |
| Orlando Sacha            | De Bisschop               |
| Mark Bringleson          | Big                       |
| Roger Corman             | de president              |
| Diego Bertie             | Phil                      |